# (4446) Кэролин
(4446) Кэролин (лат. Carolyn) — небольшой астероид внешней части главного пояса. Он был открыт 15 октября 1985 года американским астрономом Эдвардом Боуэллом в обсерватории Андерсон-Меса и назван в честь американского астронома Кэролин Шумейкер.

Орбита астероида Кэролин и его положение в Солнечной системе